# Президент Таджикистану
Президент Республіки Таджикистан — голова держави Республіки Таджикистан згідно з Конституцією 1994 року (з доповненнями і змінами від 1999 року і 2003 року). Від 1994 року президент Таджикистану — Емомалі Рахмон.

## Список президентів
Партії
| № | Фото | Президент                 | Початок терміну        | Кінець терміну      | Партійна приналежність | Тривалість президентства (в днях) |
| - | ---- | ------------------------- | ---------------------- | ------------------- | ---------------------- | --------------------------------- |
| 1 |      | Махкамов Кахар Махкамович | 30 листопада 1990 року | 31 серпня 1991 року | КПРС                   | 274                               |
| 2 |      | Набієв Рахмон Набієвич    | 2 грудня 1991 року     | 7 вересня 1992 року | КПРС                   | 280                               |
| 3 |      | Емомалі Рахмон            | 16 листопада 1994 року | [ 3 ]               | НДПТ                   | 11086                             |